# مقاطعة كونترا كوستا (كاليفورنيا)
مقاطعة كونترا كوستا (بالإنجليزية: Contra Costa County)‏ هي إحدى مقاطعات ولاية كاليفورنيا في الولايات المتحدة الأمريكية.

## أعلام
- فرانك هنري كريجان
- رون لوس
- تشارلز دو
- أماندا ديتمير
- مارك بونيلا